# Boakla
Boakla est un village du département et commune rurale de Bagré, situé dans la province du Boulgou et la région du Centre-Est au Burkina Faso.

## Géographie

### Démographie
| 2003  | 2006  | 2012 |
| ----- | ----- | ---- |
| 1 151 | 2 169 | -    |

## Santé et éducation
Le centre soins le plus proche de Boakla est le centre de santé et de promotion sociale (CSPS) de Bagré tandis que le centre hospitalier régional (CHR) se trouve à Tenkodogo.
Le village possède une école primaire publique.